# Doris Hart
Pour les articles homonymes, voir Hart.
Ne pas confondre avec Darlene Hard, également joueuse de tennis.
Doris Hart (née le 20 juin 1925 à Saint-Louis, Missouri, et morte le 29 mai 2015), est une joueuse de tennis américaine.
Joueuse majeure des années 1940-1950, elle a remporté 325 titres en simple, double et double mixte, dont un total de trente-cinq titres du Grand Chelem, et sera désignée numéro 1 mondiale en 1951. Elle réalise le Grand Chelem en carrière en simple dames en 1954 lors de l'US Open.
Hart est la première joueuse, avant Margaret Smith Court et Martina Navrátilová, à avoir réalisé le Grand Chelem total, remportant au moins une fois les quatre tournois du Grand Chelem à la fois en simple, en double dames et en double mixte :
- 6 titres en simple, pour 18 finales.
- 14 titres en double pour 30 finales.
- 15 titres double mixte pour 19 finales.

En double dames, elle a réalisé le Petit Chelem trois fois consécutivement, en 1951, 1952 et 1953.
Doris Hart est membre de l'International Tennis Hall of Fame depuis 1969.

## Carrière
Doris Hart fut diagnostiquée, à l'âge de quinze mois, d'une ostéomyélite, une maladie des os. Des médecins suggèrent d'amputer sa jambe droite. Elle passe une grande partie de sa petite enfance à fréquenter les hôpitaux et les salles d'opération.
Elle découvre seule le tennis, en regardant des enfants jouer, et fait ses premiers pas sur un court en 1935, à l'âge de dix ans. Six ans plus tard, elle intègre le top 10 des meilleures joueuses américaines.
C'est à l'âge de 21 ans qu'elle fait son entrée dans le top 10 mondial, en dépit de son problème de santé. Limitée dans ses déplacements, et privée de vitesse, Hart sait combler ce handicap en développant un sens tactique, un service, une qualité de frappe de balle et un sens du jeu exceptionnels pour l'époque.
Doris Hart doit attendre 1947 pour remporter sa première victoire dans un tournoi majeur : le double féminin de Wimbledon, associée à Patricia Todd. Cette victoire provoque un déclic chez la championne, puisque de 1949 à 1955, elle s'adjugera pas moins de 33 titres majeurs en 46 participations.
De 1950 à 1953, Hart et sa partenaire de longue date en double, Shirley Fry, remportent quatre titres consécutifs à Roland-Garros, en ne concédant qu'un set au terme de ce quadruplé.
En 1951, elle remporte le tournoi de Wimbledon en simple, sans avoir perdu la moindre manche, en corrigeant sa compatriote et partenaire de double Fry d'un 6-1, 6-0, en seulement trente-six minutes de jeu.
Si elle était redoutable en simple, avec dix-huit finales disputées en Grand Chelem, Hart excella en double dames et double mixte, conquérant ainsi vingt-neuf titres majeurs. Elle est la première joueuse à avoir réalisé le Grand Chelem total, s'arrogeant au moins un titre dans chaque majeur et dans toutes les catégories.
Doris Hart se retire du circuit en 1955 et devient professeure de tennis. Elle publie une autobiographie la même année.

## Parcours en Grand Chelem (partiel)
Si l’expression « Grand Chelem » désigne classiquement les quatre tournois les plus importants de l’histoire du tennis, elle n'est utilisée pour la première fois qu'en 1933, et n'acquiert la plénitude de son sens que peu à peu à partir des années 1950.